# Dave Taylor
David Taylor (Yorkshire, 1º maggio 1957) è un ex wrestler e allenatore britannico noto maggiormente per i suoi trascorsi nella World Championship Wrestling tra il 1995 e il 2000 e nella World Wrestling Entertainment tra il 2006 e il 2008.

## Carriera
Il suo primo incontro fu con Sid Vicious contro cui perse. Tornò nel 2006 in WWE e formò un team con il connazionale William Regal, cercando di conquistare i WWE Tag Team Championship, detenuti da Paul London e Brian Kendrick, senza successo: uscirono infatti sconfitti in diversi incontri, validi per il titoli, mentre vinsero pochi match non titolati. Da segnalare due match in particolare: in un six man tag team match sconfissero, assieme ad Montel Vontavious Porter, Kendrick, London e Vito, mentre in un'altra occasione, assieme al Cruiserweight Champion Gregory Helms, vennero sconfitti dai soliti Kendrick e London, affiancati questa volta da Jimmy Wang Yang. In un'altra importante occasione, ad Armageddon, ebbero un'altra occasione di vincere le cinture in un Four-way ladder match in cui partecipavano, oltre ai campioni London e Kendrick, anche gli MNM e gli Hardys: il match venne anche stavolta vinto da London e Kendrick, che si riconfermarono campioni di coppia. Quando Regal iniziò un feud con Kane, i due vennero nuovamente sconfitti dal Big Red Monster e da Boogeyman in un tag team match.
Le sue ultime apparizioni furono nel 2012, anno del ritiro.
Tra i numerosi wrestler allenati c'è lo svizzero Claudio Castagnoli (noto come Cesaro) quando quest'ultimo entrò in un circuito indipendente inglese.

## Personaggio

### Mosse finali
- Fallaway slam
- British Suplex (Floatover bridging double underhook suplex)

### Soprannomi
- "Rocky"
- "Squire"

### Musiche d'ingresso
- Regality di Jim Johnston (WWE; 2006–2008)

## Titoli e riconoscimenti
- All Star Promotions
  - British Heavyweight Championship (2)
- Catch Wrestling Association
  - CWA World Tag Team Championship (2) – con Chris Benoit (1) e Miles Zrno (1)
- CWF Mid-Atlantic
  - CWF Mid-Atlantic Heavyweight Championship (1)
- Frontier Wrestling Alliance
  - European Heavyweight Championship (1)
- Pro Wrestling Illustrated
  - 214° tra i 500 migliori wrestler singoli secondo PWI 500 (2007)